# 강민석 (1984년)
강민석(1984년 10월 1일 ~ )은 대한민국의 배우이다.

## 학력
- 수원대학교 연극영화과

## 출연 작품

### 영화
- 《18: 우리들의 성장 느와르》 (2014년) - 진수 역

### 드라마
- 《그래도 당신》 (SBS, 2012년)
- 《부탁해요 캡틴》 (SBS, 2012년)
- 《오작교 형제들》 (KBS2, 2011년)
- 《산부인과》 (SBS, 2010년)
- 《명가》 (KBS1, 2010년)
- 《두 아내》 (SBS, 2009년)
- 《순결한 당신》 (SBS, 2008년)
- 《최강칠우》 (KBS2, 2008년)
- 《왕과 나》 (SBS, 2007년) - 황귀동 역

### 뮤지컬
- 《레미제라블》
- 《비트》 - 강호 역

### 연극
- 《어쩌면 로맨스》 - 성우 역
- 《기막힌 스캔들》 - 주일 역
- 《허니허니》 - 박정렬 역
- 《마술가게》 - 작은 도둑 역
- 《시크릿 다이어리》 - 송규현 / 아인 역
- 《수상한 흥신소》 - 김동연 역
- 《뉴보잉보잉》 - 성기 역

### 광고
- 삼보컴퓨터